# 24 век пр.н.е.

## Събития
- Хуритите започват да се заселват в Северна Месопотамия
- Разцвет на Акадското царство в Южна Месопотамия
- 2330 до 2000 пр.н.е. – е написан Епос за Гилгамеш

## Личности
- Саргон I, владетел на Акадското царство в Южна Месопотамия